# Danmarks Rejsebureau Forening
Danmarks Rejsebureau Forening (forkortet DRF, på engelsk: Association of Danish Travel Agents and Tour Operators) er en brancheforening for rejsebureauer i Danmark, hvis formål siden stiftelsen i 1938 har været at arbejde for at påvirke vilkårene for de danske rejsebureauer. Medlemmer af foreningen, hvis sekretariat ligger på Falkoner Allé på Frederiksberg, skal tegne en obligatorisk udvidet ansvarsforsikring enten gennem DRF's egen ordning med Europæiske Rejseforsikring eller via et selvvalgt forsikringsselskab, skal opfylde en række kriterier med hensyn til deres professionel kunnen og økonomi og er på forhånd forpligtet til at opfylde en kendelse afsagt af Pakkerejse-Ankenævnet i tilfælde af at bureauet ikke når til enighed med kunden om en klage. Ydermere er de aktive medlemmer en forpligtelse til at følge Rejsegarantifondens love, foreningens egne etiske regelsæt, dens kollegiale vedtægter m.m.
Foreningen har 130 danske rejsebureauer som aktive medlemmer, mens 43 virksomheder med tilknytning til rejsebranchen er optaget som passive medlemmer (pr. november 2008). De aktive medlemmer af foreningen omfatter forretningsrejsebureauer, IATA-akkrediterede bureauer, rejsearrangører med rutefly, busarrangører, agentbureauer, charterarrangører og incoming bureauer, hvorimod de passive medlemmer omfatter transportselskaber, sightseeing selskaber, turistvognmænd, turistorganisationer, hoteller og lignende. DRFs bestyrelse udgøres seks medlemmer, bestående af den administrerende direktør og fem formænd for de seks fraktioner, som de aktive medlemmer skal begære optagelse i og som repræsenterer virksomhedernes væsentlige aktivitetsområder i rejsebranchen.

## Ekstern kilde/henvisning
- Danmarks Rejsebureau Forenings officielle hjemmeside